# 羌

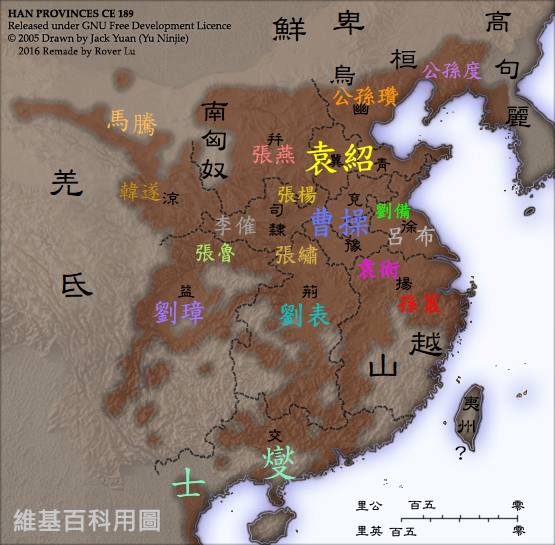
後漢末期（198年頃）の羌族の位置

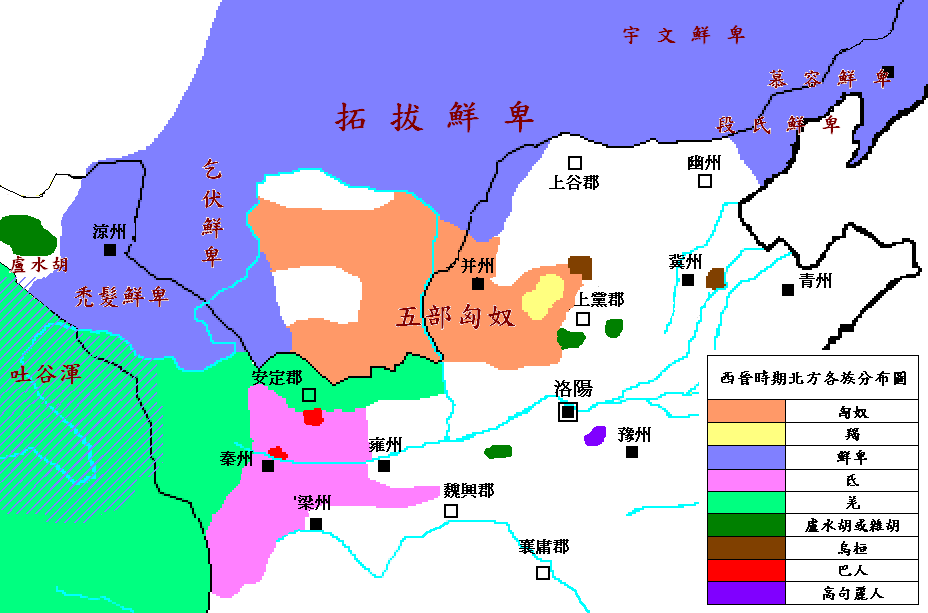
西晋時代の異民族の分布。黄緑が羌族。

羌（きょう、拼音: Qiāng）は、古代より中国西部に住んでいる民族。西羌とも呼ばれる。現在も中国の少数民族（チャン族）として存在する。

## 概要
中国史において羌族は氐族とともに最も古くみえるチベット系とされる部族の一つである。しかしながら『漢書』に氐羌の列伝は設けられておらず、西域伝に婼羌などが記されているのみであった。そして『魏略』においてようやく氐羌についての記述が現れ、『後漢書』において羌族について詳細に記された「西羌伝」が設けられた。
『後漢書』「西羌伝」では「羌の源流は三苗、姜氏の別種」としており、羌を含む中国の四方に住む全ての異民族は華夏の苗裔と主張している。紀元前5世紀に戎族出身の無弋爰剣（むよくえんけん）という者が現れ、彼の一族に率いられた者たちが羌族を形成していくこととなる。
漢代になると、北の匈奴が強盛であったため、初めのうちは匈奴に附いていたものの、前漢の武帝により匈奴が駆逐されると、代わって漢に附くようになり、漢の護羌校尉のもとで生活することとなる。しかし、羌族はたびたび漢に背いて叛乱を起こしたため、その都度漢によって討伐された。
後漢末に黄巾の乱が起きると（184年）羌族は再び勢いを盛り返し、羌族の血を引く馬騰・馬超父子や彼らと結んだ韓遂といった漢民族の軍閥と組んで独自の勢力を築いた。三国時代（220年 - 280年）においては、魏と蜀漢の国境地帯において勢力を保ち、その趨勢に応じて魏や蜀に附いて戦った。
五胡十六国時代に入ると、南安赤亭羌の酋長である姚萇が前秦から独立して後秦を建国した（384年）。後秦は417年に東晋の劉裕（後の南朝宋の武帝）によって滅ぼされる。
唐代から北宋代には、羌族の有力部族であるタングート（モンゴル化したテュルク民族とする説もあり）が強勢になり、やがて宋を圧迫して多額の歳幣を取ることに成功した。その後李元昊が西夏を建てて皇帝となる。北宋が金に滅ぼされると服属するが、チンギス・ハーンの勃興時に滅ぼされた。
西夏滅亡後は表立った主導的な政治活動を見せることはなく、現在に至っている。

## 殷代の羌

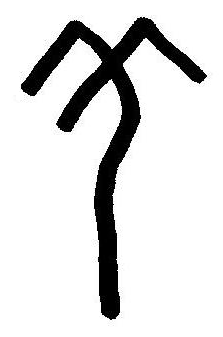
甲骨文字の「羌」

『書経』によると、殷周革命における周の同盟国、いわゆる「牧誓八国」のうちの一国が羌である。しかし、『書経』にはこの時代の羌に関する詳細な記述はない。一方、殷墟の発見以降、殷と羌の関係を示す甲骨文字の資料が多数発掘されており、それらによると、「羌」は殷にとって中原における最大の軍事目標であり、また、殷による膨大な数の人間の生贄も「羌」と呼ばれている。そこで、「羌」は固有名詞で殷に敵対する特定の集団であるという説と、「羌」は一般名詞に近く殷に敵対するある種の諸集団をまとめて「羌」と呼んでいたという説の2つがある。
羌はその字形に「羊」の字を含むことから、牧羊する遊牧民族という説が古くからあるが、殷墟の生贄の骨の分析結果からは、遊牧民族ではなく農耕民族であることを示唆するデータが得られている。

## 婼羌

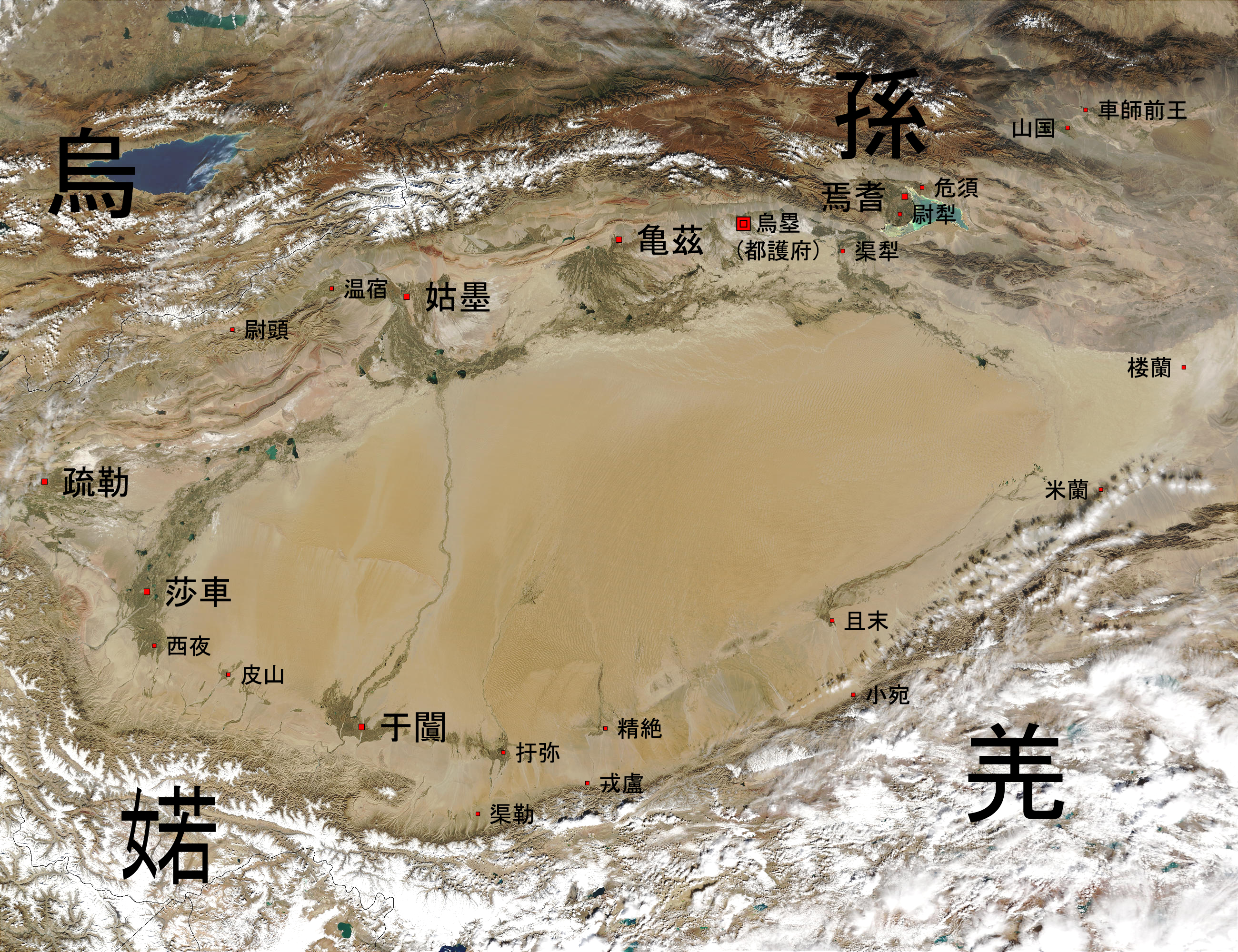
紀元前1世紀の西域諸国。

西域において陽関を出てから一番近い国が婼羌である。婼羌国王は「去胡来王」と号す。陽関を去ること1800里、長安を去ること6300里の距離にあり、西は且末国と接し、西北には鄯善国がある。婼羌は鄯善国の東南から于闐国の南までの地域にわたって分布していた。
戸数：450、人口：1750、兵数：500。
婼羌は遊牧民であり、農耕をしないため、鄯善国と且末国の穀物にたよっていた。山からは鉄が産出する。武器には弓・矛・刀・剣がある。

## 言語
羌族の言語と氐族の言語は似ており、中国（漢語）とは違うことが『魏略』西戎伝に記されている。もし、この言語が現在のチャン語だとすれば、羌族および氐族はチベット系（チベット・ビルマ語派）に分類される。
一方、羌族の言語はインド・ヨーロッパ語の系統（特にトカラ語）であるという説もある。（後述）

## 名称について
「羌」は現代中国語で「チアン (qiāng)」と発音され、中期中国語では「kʰɨaŋ」、古代中国語では「klaŋ」となる。クリストファー・ベックウィズは羌族の二輪戦車を操る技術から、トカラ語の「klānk」（二輪馬車で行く、-に乗る）と結び付け、羌族の古代名は「クラン (klānk)族」であり、「二輪馬車の御者」の意味であろうとした。

## 羌の主な種族
無弋爰剣から分かれた種族は約150種にのぼるとされ、そのすべてが史書に記されたわけではないが、以下に主な諸族を記す。
- 爰剣種→研種→焼当種…無弋爰剣の直系の種族。
- 卬の部落
  - 氂牛種→越巂羌
  - 白馬種→広漢羌
  - 参狼種→武都羌
- 先零種
  - 零昌種…先零種の別種
- 封養種
- 牢姐種
- 卑湳種
- 勒姐種
- 吾良種
- 当煎種
- 焼何種
- 当闐種
- 虔人種…西河郡
- 全無種…上郡
- 隴西種
- 沈氐種…上郡
- 且凍種
- 傅難種
- 鞏唐種
- 罕種
- 鳥吾種

月氏の余種
初め敦煌付近にいた月氏族は匈奴の侵攻に遭い、その多くは中央アジアに遷って大月氏となったが、敦煌付近に残った一部は南山（崑崙山脈）の羌に依って小月氏となった。以下はその小月氏の一派だと思われる。
- 葱茈羌
- 白馬羌
- 黄牛羌

## 主な指導者
- 無弋爰剣
- 忍…無弋爰剣の曾孫
- 研…忍の子
- 留何
- 焼当…研の13世の孫
- 滇良…焼当の玄孫
- 滇吾…滇良の子
  - 滇岸…滇吾の弟
- 東吾…滇吾の子
  - 迷吾…東吾の弟
  - 迷唐…迷吾の子
- 東号…東吾の子
- 麻奴…東号の子
- 犀苦…麻奴の弟
- 芒中…焼当（中国語版）の羌族の王。238年に魏に反乱を起こすが、討伐された[9]。